# Sabia conica
Sabia conica là động vật thân mềm chân bụng sống ở biển trong họ Hipponicidae, the hoof snails.

## Miêu tả
Loài này có kích thước giữa 7 mm and 45 mm

## Phân bố
Chúng phân bố ở Ấn Độ Dương alongTanzania, miền tây Thái Bình Dương, in Biển Đỏ và in Địa Trung Hải.